# Erin Brockovich

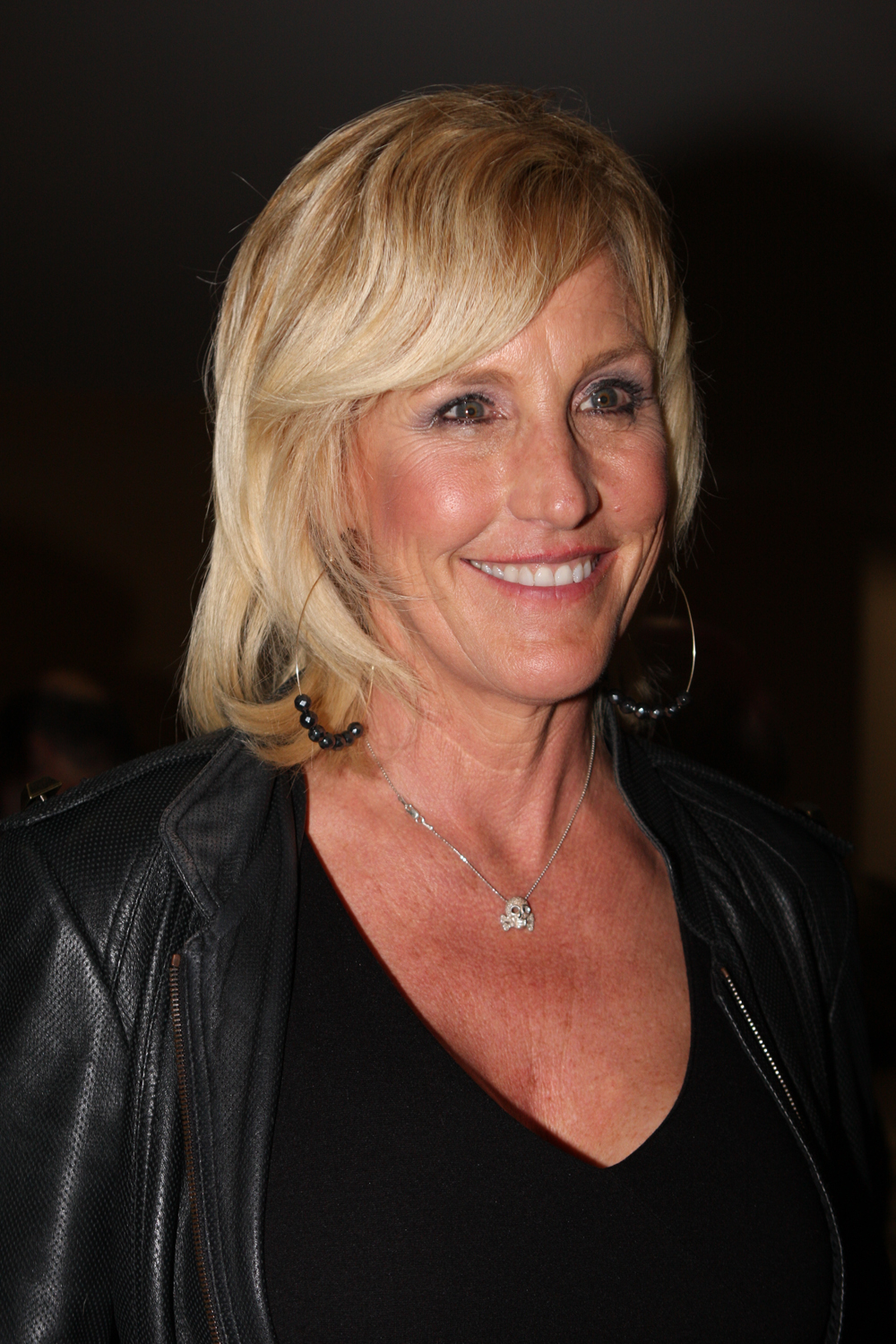
Erin Brockovich 2012.

Erin Brockovich, ursprungligen Erin Pattee, född 22 juni 1960 i Lawrence i Kansas, är en amerikansk juridisk kontorist (legal clerk), författare och miljöaktivist.
Erin Brockovich är främst känd för ett rättsfall 1993, gällande en stämningsansökan mot det stora företaget Pacific Gas and Electric Company (PG&E). Trots avsaknad av juridisk utbildning eller träning, vann Brockovich fallet.    
Brockovich har sedan händelsen bland annat varit verksam som programledare.
År 2000 kom filmen Erin Brockovich, baserad på händelsen. I filmen spelas Brockovich av Julia Roberts.

## Böcker
Take It from Me: Life's a Struggle But You Can Win (2001)
Superman's Not Coming: Our National Water Crisis and What We the People Can Do About It (2020).